# Los Clots (Abella de la Conca)
Los Clots és un clot, una petita vall tancada, del terme municipal d'Abella de la Conca, a la comarca del Pallars Jussà.
Està situat al nord-est de la vila d'Abella de la Conca, al sud-oest de Mas Palou. A los Clots hi ha el Molí d'Abella, a la seva part sud-oriental. Queda a la dreta del riu d'Abella, emmarcat a ponent pel Camí de l'Obaga de Toà i al nord per Camí de Mas Palou.

## Etimologia
Es tracta d'un topònim romànic modern, de caràcter descriptiu, que indica el mateix que el nom comú clot.